# 修正药业

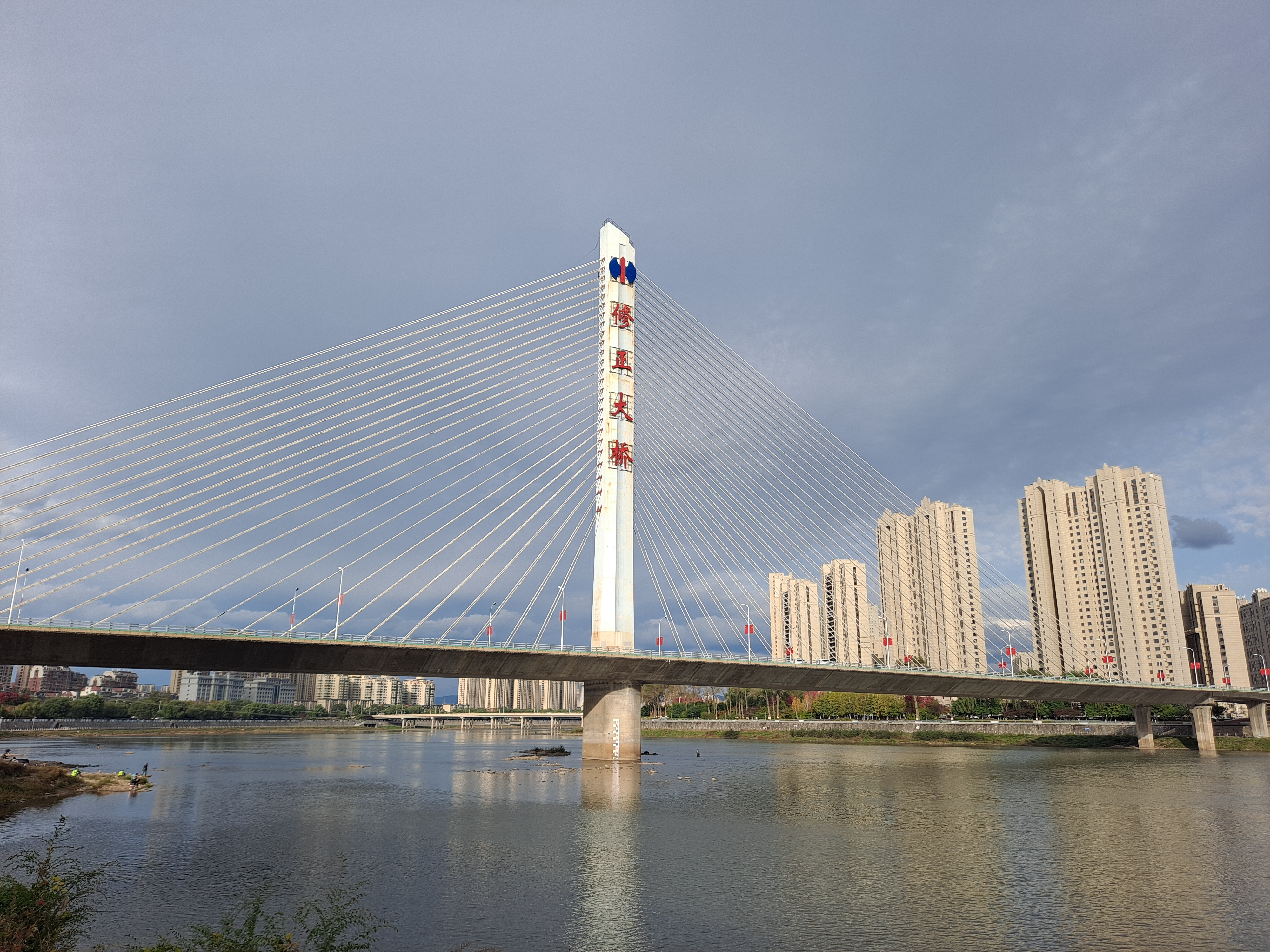
通化浑江上的修正大桥

修正药业集团股份有限公司，簡稱修正药业集团、修正药业（英語：Xiuzheng Pharmaceutical Group Company Limited），在1995年由修涞贵接手經營当时破产製藥公司，初名“通化市医药工业研究所制药厂”，曾先后更名为“通化康威药业股份有限公司”、“吉林康威药业集团股份有限公司”（原简称康威药业）及“吉林修正药业集团股份有限公司”。2000年5月19日更名为修正药业，现任董事长为修涞贵，总经理为魏学君。
業務經營集中成药、化学制药、生物制药的科研生产营销、药品连锁经营、中药材标准等，该公司还跨入大健康产业、旅游业及养老产业，拥有76个全资和控股子公司。主要品牌包括「修正」、「通药」、「斯达舒」以及“唯达宁”。該總部位於吉林省通化市修正路36号。

## 連結
- 官方网站